# Чепкас-Нікольське
Чепка́с-Ні́кольське (рос. Чепкас-Никольское, чув. Анат Чаткас) — село (в минулому присілок) у складі Шемуршинського району Чувашії, Росія. Адміністративний центр Чепкас-Нікольського сільського поселення.
Населення — 609 осіб (2010; 676 у 2002).
Національний склад:
- чуваші — 99 %